# Гв
Гв – dwuznak cyrylicy wykorzystywany w zapisie języka arczyńskiego. Oznacza dźwięk [ɡʷ], czyli labializowaną spółgłoskę zwartą miękkopodniebienną dźwięczną.
Przykład użycia digrafu: гвелк, co tłumaczy się jako runo z jednej owcy.

## Kodowanie
| Forma     | Wygląd | Części składowe | Części składowe |
| --------- | ------ | --------------- | --------------- |
| majuskuła | Гв     | U+0413 Г        | U+0432 в        |
| minuskuła | гв     | U+0433 г        | U+0432 в        |